# Demetrius Conger
Demetrius Conger (Brooklyn, Nueva York, 29 de mayo de 1990) es un jugador de baloncesto estadounidense que pertenece a la plantilla de BC Oostende de la BNXT League. Con 1,93 metros de altura, juega en la posición de alero.

## Trayectoria deportiva
El jugador, formado en St. Bonaventure Bonnies, llegó a la República Dominicana en 2013, para jugar en las filas de los Indios de San Francisco de Macorís con el que ganaría la Liga Nacional de Baloncesto en su primera experiencia como profesional.
Más tarde, jugaría durante dos temporadas en Italia, en equipos de la Serie B, la segunda división del baloncesto en Italia, hasta que en 2015 fichó por el Aries Trikala de Grecia.
Tras su experiencia en Grecia, acabaría la temporada en Israel, en las filas de Hapoel Tel Aviv.
En julio de 2016, se convierte en jugador de los Antwerp Giants de la Scoore League.
Con la temporada 2017-18 ya empezada ficha por el Joventut Badalona donde sería un hombre clave junto a Nico Laprovittola para conseguir la salvación a final de temporada.
En febrero de 2019, firma con el Hapoel Jerusalem B.C. con un contrato temporal, tras jugar en la liga australiana con los Adelaide 36ers, promediando una cifra de 11.8 puntos, 4.8 rebotes y 2.2 asistencias por partido.
El 14 de agosto de 2019 fichó por dos temporadas por el Coosur Real Betis.
El 24 de noviembre de 2020, firma por el Ratiopharm Ulm de la Basketball Bundesliga.
El 28 de diciembre de 2021, firma por el BC Oostende de la BNXT League.